# Agnomen
Et agnomen (pl.: agnomina), i den romerske navnekonvention, var et kælenavn, ligesom tilfældet ligeledes oprindeligt havde været for cognomen. Dog blev cognomen med tiden til et familienavn, og derfor var der behov for agnomina for at skelne mellem personer med samme navn. Men da agnomen var en ekstra og valgfri komponent i et romersk navn, var det ikke alle romere, som havde et agnomen .
Pseudo-Probus bruger helten fra de puniske krige, Publius Cornelius Scipio Africanus, som et eksempel:
 Mænds personnavne er af fire typer: praenomen, nomen, cognomen og agnomen: For eksempel Publius som praenomen, Cornelius som "nomen", Scipio som cognomen og Africanus som agnomen.

Marius Victorinus belyser det yderligere:
 Et agnomen  kommer udefra tre stilarter, fra personlighed eller fysik eller bedrifter: Fra personlighed, såsom Superbus ["Hovmodig"] og Pius [der viser den romerske syndrom af dyder, herunder ærlighed, ærefrygt for guderne, hengivenhed til familie og stat, osv.], fra fysik, såsom Crassus ["Fed"] og Pulcher ["Smuk"], eller fra bedrifter, såsom Africanus og Creticus [fra deres sejre i Afrika og på Kreta].

## Etymologi
Det latinske ord agnōmen (også stavet adnomen) kommer fra ad "til" og nōmen "navn".

## Caligula
Som et minimum er et romersk agnomen et navn knyttet til en persons fulde og formelle navngivning af familien. Sande romerske kælenavne, der fuldt ud erstatter individets navn i brug, er sjældne. Et sådant eksempel, hvor kælenavnet fuldt ud erstattede individets navn i brug, var kejser Caligula; det navn blev brugt i stedet for – og ikke sammen med – hans fulde navn, som var Gaius Julius Caesar Augustus Germanicus. Caligulas praenomen var Gaius, hans nomen Julius, hans cognomen Cæsar. Nogle agnomina blev nedarvet som cognomina og etablerede dermed en underfamilie. Caligulas agnomen kom fra de små støvler, som han bar som en del af sin miniature soldateruniform, mens han ledsagede sin far, Germanicus, på kampagner i det nordlige Germanien. I modsætning hertil modtog Germanicus sit agnomen i 9 f.Kr., da det posthumt blev tildelt hans far Nero Claudius Drusus til ære for hans germanske sejre. Ved fødslen havde Germanicus været kendt som enten Nero Claudius Drusus, efter sin far, eller Tiberius Claudius Nero, efter sin onkel. Som med Caligula omtales Germanicus mest med sit agnomen.

## Sammenligning med pseudonymer
Et agnomen er ikke et pseudonym, men et rigtigt navn og er en tilføjelse til – ikke en erstatning for – en persons fulde navn. Eksempler fra moderne tid på agnomina (eller parelleler hertil) er tilnavne som Thomas Jonathan "Stonewall" Jackson, der dog oftere er kendt under sit agnomen snaere ved sit fornavn, eller populære øgenavne som "Iron" Mike Tyson eller Dwayne "The Rock" Johnson.